# السيرة الذاتية الألمانية
السيرة الذاتية الألمانية هو موقع ويب من نوع عمل مرجعي وقاموس سير أنشئ في 1 أغسطس 2001، وهو متوفر بعدة لغات.

## وصلات خارجية
- الموقع الرسمي